# 241 av. J.-C.
Cette page concerne l'année 241 av. J.-C. du calendrier julien proleptique.

## Événements
- 18 mai (10 mars du calendrier romain) : victoire de Rome (Lutatius Catulus) sur Carthage à la bataille des îles Égates mettant fin à la première guerre punique[1].
  - Carthage, chassée de la mer, ne peut plus soutenir Lilybée et Drépane qui, assiégées depuis un an, sont à bout de force. Elle demande la paix. Elle perd la Sicile et les îles voisines au profit de Rome et doit payer en dix ans une indemnité de guerre de 3 200 talents[2].

- 29 juin (21 avril du calendrier romain) : début à Rome du consulat de Aulus Manlius Torquatus Atticus (II) et Quintus Lutatius Catulus Cerco[1].
- Automne : 
  - Début du soulèvement des mercenaires à Carthage sous la conduite du Libyen Mathó, du Campanien Spendios et du Gaulois Autarite, qui n’ont pas reçu les suppléments de soldes promis pendant la guerre[3]. À la tête d’une armée de 70 000 hommes, ils occupent la région de Carthage et de Tunis, puis assiègent Utique et Bizerte. Les Carthaginois font appel à Hamilcar Barca qui écarte provisoirement la menace sur Carthage avec l’aide de la cavalerie du prince numide Naravas. Puis une tentative de négociation échoue et les ambassadeurs carthaginois sont torturés et massacrés par les mercenaires (239 av. J.-C.)[4].
  - Mort d'Agis IV de Sparte. Incapable de réaliser ses réformes à temps, il est contraint de quitter Sparte pour mener une guerre contre les Étoliens. En son absence, une contre-révolution porte ses ennemis au pouvoir. À son retour, il est assassiné avec sa mère et sa grand-mère[5].

- Paix entre Séleucos II et Ptolémée III. À l’issue de la guerre de Laodice, le royaume séleucide perd une partie de la Syrie, les satrapies orientales passent aux mains des Parthes et l’Asie Mineure, révoltée, est disputée par Pergame. La guerre civile reprend entre le roi Séleucos II et son frère Antiochos Hiérax. Ce dernier enlève l'Asie Mineure à son frère (fin en 236 av. J.-C.)[6].
- Début du règne d'Attale Ier Sôter (269/197 av. J.-C.), souverain de Pergame. Il agrandit son royaume aux dépens d’Hierax[6].

- La cité falisque de Faléries, révoltée, est détruite et sa population est transférée par les Romains[7].
- Réforme des comices centuriates et des comices tributes à Rome, qui modifie la vieille organisation servienne. Les riches perdent la majorité absolue (ils doivent compter sur les classes moyennes) et la « prérogative » (la centurie appelée à se prononcer la première) n’est plus tirée au sort parmi les seules centuries équestres, mais à l’ensemble de la première classe. Les tribus romaines atteignent le nombre définitif de 35[8].
- La Via Aurelia, de Rome à Pise, est construite par le censeur Aurelius Cotta (ou par Lucius Aurelius Cotta , consul en 144 av. J.-C., ou encore Lucius Aurelius Cotta, consul en 119 av. J.-C.)[9].

- Incendie du temple de Vesta à Rome. Un des pontifes, Lucius Caecilius Metellus se précipite dans le temple en flammes et sauve les objets sacrés dont le Palladium, y perdant la vue[10].
- Première célébration des Asklépieia de Cos[11].

## Décès
- Arcésilas de Pitane, philosophe fondateur de la Nouvelle Académie (né en -316). Scolarque en -268, il se consacre à l’enseignement oral et utilise la dialectique comme arme contre le dogmatisme des Stoïciens. Pour lui, il n’y a pas de vérité mais des opinions plus ou moins probables (probabilisme).